# Onosma fastigiata
Onosma fastigiata ist eine Pflanzenart aus der Gattung der Lotwurzen (Onosma) in der Familie der Raublattgewächse (Boraginaceae).

## Beschreibung
Onosma fastigiata ist eine rasenbildende ausdauernde Pflanze. Die blütentragenden Stängel erreichen Wuchshöhen von 10 bis 30 cm. Pro Pflanze erscheinen mehrere Stängel, sie sind verzweigt, fein behaart und mit abstehenden, 1,5 bis 2 mm langen Borsten behaart. Die unteren Laubblätter sind 50 bis 100 mm lang und 4 bis 8 mm breit, langgestreckt und oftmals mit sternförmigen, 1,5 bis 2 mm langen Borsten behaart, deren Strahlen 0,1 bis 0,2 mm lang sind.
Die Blütenstände sind verzweigt. Die Blütenstiele sind 0 bis 2 mm lang. Die Tragblätter sind gleich lang wie der Kelch. Dieser ist zur Blütezeit 10 bis 15 mm lang, vergrößert sich an der Frucht auf 16 bis 25 mm. Die Krone ist 16 bis 22 mm lang, blass gelb und spärlich behaart. Meist ist sie etwa 1,5- bis zweimal so lang wie der Kelch.
Die Früchte sind etwa 3 mm lange, glatte Nüsschen.

## Vorkommen
Die Art ist in Spanien, in Mittel- und Südfrankreich, im Nordwesten Italiens verbreitet.

## Systematik
Man kann mindestens zwei Unterarten unterscheiden:
- Onosma fastigiata (Braun-Blanq.) Lacaita subsp. fastigiata: Sie kommt in Spanien, Frankreich und in Italien vor.[1]
- Onosma fastigiata subsp. pyrenaica (Braun-Blanq.) Valdés: Sie kommt in Spanien vor.[1]